# Жозе Роберто де Оливейра
Жозе Роберто де Оливейра (порт.-браз. José Roberto de Oliveira, более известный как Зе Роберто (порт.-браз. Zé Roberto); 9 декабря 1980, Итумбиара) — бразильский футболист, выступавший на позиции атакующего полузащитника.

## Карьера
В августе 2007 года агент Зе Роберто договорился о его трансфере из «Ботафого» в «Шальке 04» за три миллиона евро. В январе 2008 года они завершили сделку и Зе Роберто перешёл в немецкий клуб. Он дебютировал за «Шальке 04» 3 февраля 2008 года, забив гол на 90-й минуте через 33 секунды после замены. 12 декабря 2008 года он был отдан в аренду «Фламенго» до конца сезона. 21 октября 2009 года он объявил о своем желании остаться с «Фламенго» после окончания арендного контракта.
Зе Роберто сыграл свой первый матч за «Фламенго» 4 февраля 2009 года против «Мескиты». После всего шести минут игры он забил свой первый гол за новый клуб. Он отыграл 72 минуты, а «Фламенго» выиграл со счётом 4:1 на стадиона «Маракана».
В мае 2010 года был согласован трансфер Зе Роберто в «Васко да Гама», футболист присоединился к клубу в августе, контракт был подписан до июля 2011 года. В 2011 году Зе Роберто разорвал контракт с «Васко да Гама» и подписал соглашение с «Интернасьоналом» до 2013 года. Однако в декабре 2011 года Зе Роберто расторг контракт с «Интером» и покинул клуб, чтобы перейти в «Баию».
29 августа 2013 года Зе Роберто перешёл в «Фигейренсе», в 2014 году стал игроком «Бразильенсе», а в следующем году — «Ботафого» из Рибейран-Прету.